# Mikroregion Konicko
Mikroregion Konicko je dobrovolný svazek obcí dle zák. 128/2000 Sb. o obcích v okresu Prostějov, jeho sídlem je Konice a jeho cílem je regionální rozvoj. Sdružuje celkem 20 obcí a byl založen v roce 1999.

## Obce sdružené v mikroregionu
- Bohuslavice
- Brodek u Konice
- Březsko
- Budětsko
- Dzbel
- Horní Štěpánov
- Hačky
- Hvozd
- Jesenec
- Kladky
- Konice
- Lipová
- Ludmírov
- Ochoz
- Polomí
- Raková u Konice
- Rakůvka
- Skřípov
- Stražisko
- Suchdol